# LIFriendsのニシ魂
LIFriendsのニシ魂（リフレンズのニシたま）は、FM NACK5の「The Nutty Radio Show おに魂」内で2014年10月1日から2016年3月30日まで毎週水曜日に放送していたLIFriendsのラジオ番組。愛称は、「ニシ魂」。

## 概要
- メインパーソナリティーの古坂大魔王と共にLIFriendsのSHUNKUNが固定レギュラーとし、もう1名を月替わり（2015年4月から週替わり）レギュラーとしてFUNKY・MAKOTO・KAMI・HAYATOが交代で出演する。
- オープニングは2ndシングル『アゲアゲええじゃないか!!!』、エンディングはメンバーから曲紹介される。
- メンバーが、募集したメッセージの中から一番に選ばれたリスナーには、おに魂特製「ニシ魂シール」というステッカーがプレゼントされる。シール進呈が決まった際についての詳細は、ノベルティー。

## 歴代企画一覧
| 期間       | 期間      | 内容 |
| ---------- | --------- | --- |
| 2014年10月 | 2015年2月 | 『ホニャララへの道』と掲げたお題を、「メンバーが古坂大魔王やリスナーの手を借りてクリアしよう」というチャレンジ型の企画。 |
| 2015年3月  | 2015年3月 | 1st fullアルバム『リフレンズ』を届ける企画。                                                                             |
| 2015年4月  | 2016年3月 | リニューアルされ、テーマを決めてリスナーにメッセージを募集する企画。また、月1・2回にスタジオライブを行う。               |

## 放送内容

### 2014年
| 回                                      | 放送日   | 内容詳細（おに魂のブログ - アメブロ）                   | 出演者                                      | 放送備考 |
| --------------------------------------- | -------- | ------------------------------------------------------- | ------------------------------------------- | -------- |
| 1                                       | 10月1日  | LIFriendsのニシ魂！｜おに魂のブログ                     | 古坂大魔王 SHUNKUN MAKOTO HAYATO FUNKY KAMI | 生放送   |
| ドラム・HAYATO、おバカ脱却への道！      |          |                                                         |                                             |          |
| 2                                       | 10月8日  | おバカ脱却への道！｜おに魂のブログ                      | 古坂大魔王 SHUNKUN HAYATO                   | 生放送   |
| 3                                       | 10月15日 | Let's Study English！｜おに魂のブログ                   | 古坂大魔王 SHUNKUN HAYATO                   | 収録     |
| 4                                       | 10月22日 | 地理のお勉強！｜おに魂のブログ                          | 古坂大魔王 SHUNKUN HAYATO                   | 生放送   |
| 5                                       | 10月29日 | おバカ脱却への最終テスト！｜おに魂のブログ              | 古坂大魔王 SHUNKUN HAYATO                   | 生放送   |
| キーボード・KAMI、人見知り克服への道！  |          |                                                         |                                             |          |
| 6                                       | 11月5日  | 人見知り克服への道！｜おに魂のブログ                    | 古坂大魔王 SHUNKUN KAMI                     | 生放送   |
| 7                                       | 11月12日 | 初対面の人が気になっちゃうTシャツ…！｜おに魂のブログ    | 古坂大魔王 SHUNKUN KAMI                     | 生放送   |
| 8                                       | 11月19日 | KAMIクンが言わなそうなセリフ！｜おに魂のブログ          | 古坂大魔王 FUNKY KAMI                       | 生放送   |
| 9                                       | 11月26日 | ニューシングル『仲間』リリース！｜おに魂のブログ        | 古坂大魔王 SHUNKUN MAKOTO HAYATO FUNKY KAMI | 生放送   |
| ギター・MAKOTO、ものしり博士への道！    |          |                                                         |                                             |          |
| 10                                      | 12月3日  | 目指せ、ものしり博士！｜おに魂のブログ                  | 古坂大魔王 SHUNKUN MAKOTO                   | 生放送   |
| 11                                      | 12月10日 | 人間の行動にまつわる雑学！｜おに魂のブログ              | 古坂大魔王 SHUNKUN MAKOTO                   | 生放送   |
| 12                                      | 12月17日 | 未来・科学の雑学！｜おに魂のブログ                      | 古坂大魔王 SHUNKUN MAKOTO                   | 収録     |
| 13                                      | 12月24日 | ものしり博士になれたかな…？｜おに魂のブログ             | 古坂大魔王 SHUNKUN MAKOTO                   | 生放送   |
| NACK5 COUNTDOWN YEAREND PARTY 2014-2015 |          |                                                         |                                             |          |
| カウントダウン特番                      | 12月31日 | 生ライブのトップバッターはLIFrineds！！｜おに魂のブログ | 古坂大魔王 夏江紘実 SHUNKUN MAKOTO FUNKY    | 生放送   |

### 2015年
| 回                                                | 放送日                                  | 内容詳細（おに魂のブログ - アメブロ）                         | 出演者                                      | 放送備考                                |
| ベース・FUNKY、ツッコミマスターへの道！           | ベース・FUNKY、ツッコミマスターへの道！ | ベース・FUNKY、ツッコミマスターへの道！                       | ベース・FUNKY、ツッコミマスターへの道！     | ベース・FUNKY、ツッコミマスターへの道！ |
| ------------------------------------------------- | --------------------------------------- | ------------------------------------------------------------- | ------------------------------------------- | --------------------------------------- |
| 14                                                | 1月7日                                  | 今月はFUNKYクンが担当！｜おに魂のブログ                       | 古坂大魔王 SHUNKUN FUNKY                    | 生放送                                  |
| 15                                                | 1月14日                                 | ノリツッコミに挑戦だ！｜おに魂のブログ                        | 古坂大魔王 SHUNKUN FUNKY                    | 生放送                                  |
| 16                                                | 1月21日                                 | どんどんハードルを上げていく！（笑）｜おに魂のブログ          | 古坂大魔王 SHUNKUN FUNKY                    | 生放送                                  |
| 17                                                | 1月28日                                 | ツッコミマスターへの道・最終章！｜おに魂のブログ              | 古坂大魔王 SHUNKUN FUNKY                    | 生放送                                  |
| ボーカル・SHUNKUN、プロレスラーの花道！           |                                         |                                                               |                                             |                                         |
| 18                                                | 2月4日                                  | ボクはプロレスラーになりたいんだ！｜おに魂のブログ            | 古坂大魔王 SHUNKUN HAYATO                   | 生放送                                  |
| 19                                                | 2月11日                                 | SHUNKUNが繰り出す必殺技！｜おに魂のブログ                     | 古坂大魔王 SHUNKUN HAYATO                   | 生放送                                  |
| 20                                                | 2月18日                                 | プロレスといえば、決めゼリフ！｜おに魂のブログ                | 古坂大魔王 SHUNKUN HAYATO                   | 生放送                                  |
| 21                                                | 2月25日                                 | プロレス引退！その後の人生は…｜おに魂のブログ                 | 古坂大魔王 SHUNKUN HAYATO                   | 生放送                                  |
| LIFriends、1stアルバムお届けまでの道！            |                                         |                                                               |                                             |                                         |
| 22                                                | 3月4日                                  | 3月18日、1stアルバム発売！｜おに魂のブログ                    | 古坂大魔王 SHUNKUN KAMI                     | 生放送                                  |
| 23                                                | 3月11日                                 | アナタのグッドタイム！｜おに魂のブログ                        | 古坂大魔王 SHUNKUN MAKOTO                   | 生放送                                  |
| 24                                                | 3月18日                                 | 自慢の「仲間」を教えて！｜おに魂のブログ                      | 古坂大魔王 SHUNKUN MAKOTO HAYATO FUNKY KAMI | 生放送                                  |
| 25                                                | 3月25日                                 | 恋の予感を感じた瞬間☆｜おに魂のブログ                         | 古坂大魔王 SHUNKUN HAYATO                   | 生放送                                  |
| リフレンズメール（歴代企画一覧を参照）            |                                         |                                                               |                                             |                                         |
| 26                                                | 4月1日                                  | 今日はエイプリルフール☆｜おに魂のブログ                       | 古坂大魔王 SHUNKUN KAMI                     | 生放送                                  |
| 27                                                | 4月8日                                  | スタジオライブをお届けです♪｜おに魂のブログ                   | 古坂大魔王 SHUNKUN MAKOTO FUNKY             | 収録                                    |
| 28                                                | 4月15日                                 | デビュー曲を、スタジオライブで♪｜おに魂のブログ               | 古坂大魔王 SHUNKUN MAKOTO FUNKY             | 収録                                    |
| 29                                                | 4月22日                                 | 新生活、どんな感じ…？｜おに魂のブログ                         | 古坂大魔王 SHUNKUN KAMI                     | 生放送                                  |
| 30                                                | 4月29日                                 | スタジオライブええじゃないか!!! ｜おに魂のブログ              | 古坂大魔王 SHUNKUN MAKOTO HAYATO            | 収録                                    |
| 31                                                | 5月6日                                  | 「旅先あるある」をご紹介！｜おに魂のブログ                    | 古坂大魔王 SHUNKUN MAKOTO HAYATO            | 収録                                    |
| 32                                                | 5月13日                                 | 旅先あるあるパート2！｜おに魂のブログ                         | 古坂大魔王 SHUNKUN MAKOTO HAYATO            | 収録                                    |
| 33                                                | 5月20日                                 | 47都道府県の、地元あるある！ ｜おに魂のブログ                 | 古坂大魔王 SHUNKUN FUNKY                    | 生放送                                  |
| 34                                                | 5月27日                                 | それ、旅行に持ってくるの…？ ｜おに魂のブログ                  | 古坂大魔王 SHUNKUN KAMI                     | 生放送                                  |
| 35                                                | 6月3日                                  | 夏江ちゃんにプロポーズ！ ｜おに魂のブログ                     | 古坂大魔王 夏江紘実 SHUNKUN HAYATO          | 生放送                                  |
| 36                                                | 6月10日                                 | あなたの恋の悩みを教えて～ ｜おに魂のブログ                   | 古坂大魔王 SHUNKUN MAKOTO FUNKY             | 収録                                    |
| 37                                                | 6月17日                                 | ニシ魂アコースティックLIVE♪ ｜おに魂のブログ                  | 古坂大魔王 SHUNKUN MAKOTO FUNKY             | 収録                                    |
| 38                                                | 6月24日                                 | あなたの夢が叶った瞬間は…？｜おに魂のブログ                   | 古坂大魔王 SHUNKUN MAKOTO                   | 生放送                                  |
| 39                                                | 7月1日                                  | ツアーファイナルでやってほしいコト！ ｜おに魂のブログ         | 古坂大魔王 SHUNKUN KAMI                     | 生放送                                  |
| 40                                                | 7月8日                                  | ほめて、ほめて～！ ｜おに魂のブログ                           | 古坂大魔王 SHUNKUN FUNKY                    | 生放送                                  |
| 41                                                | 7月15日                                 | 夏のビーチで夏江ちゃんをナンパするには？ ｜おに魂のブログ     | 古坂大魔王 夏江紘実 SHUNKUN HAYATO          | 生放送                                  |
| 42                                                | 7月22日                                 | ちょっと笑える、怖～いハナシ！ ｜おに魂のブログ               | 古坂大魔王 SHUNKUN MAKOTO                   | 生放送                                  |
| 43                                                | 7月29日                                 | 履歴書には、コレを書こう！ ｜おに魂のブログ                   | 古坂大魔王 SHUNKUN FUNKY                    | 生放送                                  |
| 44                                                | 8月5日                                  | どんな曲か気になるサマーソング♪ ｜おに魂のブログ              | 古坂大魔王 SHUNKUN KAMI                     | 生放送                                  |
| 45                                                | 8月12日                                 | こんな水着があったらな～ ｜おに魂のブログ                     | 古坂大魔王 SHUNKUN MAKOTO                   | 生放送                                  |
| 46                                                | 8月19日                                 | 未来の自分から言われた衝撃メッセージ！ ｜おに魂のブログ       | 古坂大魔王 SHUNKUN HAYATO                   | 生放送                                  |
| 47                                                | 8月26日                                 | この夏、やらかしちゃったコトは？ ｜おに魂のブログ             | 古坂大魔王 SHUNKUN FUNKY                    | 生放送                                  |
| 48                                                | 9月2日                                  | アガサ博士の新しい発明品！ ｜おに魂のブログ                   | 古坂大魔王 SHUNKUN MAKOTO                   | 生放送                                  |
| 49                                                | 9月9日                                  | 趣味がない！というKAMIクンに…！ ｜おに魂のブログ              | 古坂大魔王 SHUNKUN KAMI                     | 生放送                                  |
| 50                                                | 9月16日                                 | 運動会の新しい選手宣誓！ ｜おに魂のブログ                     | 古坂大魔王 SHUNKUN FUNKY                    | 生放送                                  |
| 51                                                | 9月23日                                 | あなたの街の、気になる人！ ｜おに魂のブログ                   | 古坂大魔王 SHUNKUN HAYATO                   | 生放送                                  |
| 52                                                | 9月30日                                 | あなたのギネス記録！ ｜おに魂のブログ                         | 古坂大魔王 SHUNKUN MAKOTO                   | 生放送                                  |
| ボーカルSHUNKUNの「モテたい倶楽部」               |                                         |                                                               |                                             |                                         |
| 53                                                | 10月7日                                 | 見た目でモテたい！ ｜おに魂のブログ                           | 古坂大魔王 SHUNKUN KAMI                     | 生放送                                  |
| 54                                                | 10月14日                                | モテる男とは、こうあるべし！ ｜おに魂のブログ                 | 古坂大魔王 SHUNKUN HAYATO                   | 生放送                                  |
| 55                                                | 10月21日                                | 共に歩む道♪ ｜おに魂のブログ                                  | 古坂大魔王 SHUNKUN MAKOTO FUNKY             | 収録                                    |
| 56                                                | 10月28日                                | モテ男なら伝説もつくる！ ｜おに魂のブログ                     | 古坂大魔王 SHUNKUN HAYATO                   | 生放送                                  |
| ドラムHAYATOの「羽村 にぎわい音楽祭を盛り上げ隊」 |                                         |                                                               |                                             |                                         |
| 57                                                | 11月4日                                 | 羽村 にぎわい音楽祭を盛り上げ隊 ｜おに魂のブログ              | 古坂大魔王 HAYATO FUNKY                     | 生放送                                  |
| 58                                                | 11月11日                                | 羽村 にぎわい音楽祭を盛り上げ隊 第２回！ ｜おに魂のブログ     | 古坂大魔王 HAYATO KAMI                      | 生放送                                  |
| 59                                                | 11月18日                                | 羽村 にぎわい音楽祭を盛り上げ隊 第３回！ ｜おに魂のブログ     | 古坂大魔王 HAYATO MAKOTO                    | 生放送                                  |
| 60                                                | 11月25日                                | 羽村 にぎわい音楽祭を盛り上げ隊 第４回 ｜おに魂のブログ       | 古坂大魔王 HAYATO SHUNKUN                   | 生放送                                  |
| ギターMAKOTOの「デキるオトナのダンディズム」      |                                         |                                                               |                                             |                                         |
| 61                                                | 12月2日                                 | ギターMAKOTOの『デキるオトナのダンディズム』 ｜おに魂のブログ | 古坂大魔王 MAKOTO FUNKY                     | 生放送                                  |
| 62                                                | 12月9日                                 | オトナの茶碗蒸し ｜おに魂のブログ                             | 古坂大魔王 MAKOTO KAMI                      | 生放送                                  |
| 63                                                | 12月16日                                | オトナのお父さんとは ｜おに魂のブログ                         | 古坂大魔王 MAKOTO SHUNKUN                   | 生放送                                  |
| 64                                                | 12月23日                                | おとなのクリスマスとは！？｜おに魂のブログ                    | 古坂大魔王 MAKOTO HAYATO                    | 生放送                                  |
| 65                                                | 12月30日                                | デキるオトナのダンディズム最終回！｜おに魂のブログ            | 古坂大魔王 MAKOTO FUNKY                     | 生放送                                  |

### 2016年
| 回                                                      | 放送日                                                 | 内容詳細（おに魂のブログ - アメブロ）                                          | 出演者                                                 | 放送備考                                               |
| キーボードKAMIの「スーパー・アゲアゲ・トークパレード」  | キーボードKAMIの「スーパー・アゲアゲ・トークパレード」 | キーボードKAMIの「スーパー・アゲアゲ・トークパレード」                         | キーボードKAMIの「スーパー・アゲアゲ・トークパレード」 | キーボードKAMIの「スーパー・アゲアゲ・トークパレード」 |
| ------------------------------------------------------- | ------------------------------------------------------ | ------------------------------------------------------------------------------ | ------------------------------------------------------ | ------------------------------------------------------ |
| 66                                                      | 1月6日                                                 | スーパー・アゲアゲ・トークパレード第１回｜おに魂のブログ                       | 古坂大魔王 KAMI SHUNKUN                                | 生放送                                                 |
| 67                                                      | 1月13日                                                | スーパー・アゲアゲ・トークパレード第２回｜おに魂のブログ                       | 古坂大魔王 KAMI MAKOTO                                 | 生放送                                                 |
| 68                                                      | 1月20日                                                | スーパー・アゲアゲ・トークパレード第３回 ｜おに魂のブログ                      | 古坂大魔王 KAMI HAYATO                                 | 生放送                                                 |
| 69                                                      | 1月27日                                                | スーパー・アゲアゲ・トークパレード最終回 ｜おに魂のブログ                      | 古坂大魔王 KAMI FUNKY (SHUNKUN) (MAKOTO) (HAYATO)      | 生放送                                                 |
| ベースFUNKYの「ドラえもん、ファン太のマニアック大魔王」 |                                                        |                                                                                |                                                        |                                                        |
| 70                                                      | 2月3日                                                 | ベースFUNKYの『ドラえもん、ファン太のマニアック大魔王』第１回 ｜おに魂のブログ | 古坂大魔王 FUNKY SHUNKUN                               | 生放送                                                 |
| 71                                                      | 2月10日                                                | ベースFUNKYの『ドラえもん、ファン太のマニアック大魔王』第２回 ｜おに魂のブログ | 古坂大魔王 FUNKY MAKOTO                                | 生放送                                                 |
| 72                                                      | 2月17日                                                | ベースFUNKYの『ドラえもん、ファン太のマニアック大魔王』第３回 ｜おに魂のブログ | 古坂大魔王 FUNKY KAMI                                  | 生放送                                                 |
| 73                                                      | 2月24日                                                | ベースFUNKYの『ドラえもん、ファン太のマニアック大魔王』最終回 ｜おに魂のブログ | 古坂大魔王 FUNKY HAYATO                                | 生放送                                                 |
| ドラムHAYATOの「妄想・無人島サバイバル」                |                                                        |                                                                                |                                                        |                                                        |
| 74                                                      | 3月2日                                                 | ドラムHAYATOの『妄想・無人島サバイバル』第1回 ｜おに魂のブログ                 | 古坂大魔王 HAYATO MAKOTO                               | 生放送                                                 |
| 75                                                      | 3月9日                                                 | ドラムHAYATOの『妄想・無人島サバイバル』第２回 ｜おに魂のブログ                | 古坂大魔王 HAYATO SHUNKUN                              | 生放送                                                 |
| 76                                                      | 3月16日                                                | ドラムHAYATOの『妄想・無人島サバイバル』第３回 ｜おに魂のブログ                | 古坂大魔王 HAYATO KAMI                                 | 生放送                                                 |
| 77                                                      | 3月23日                                                | ドラムHAYATOの『妄想・無人島サバイバル』第４回 ｜おに魂のブログ                | 古坂大魔王 HAYATO FUNKY                                | 生放送                                                 |
| 78（最終回）                                            | 3月30日                                                | 『LIFriendsのニシ魂』遂に最終回！ ｜おに魂のブログ                             | 古坂大魔王 SHUNKUN FUNKY MAKOTO KAMI HAYATO            | 生放送                                                 |